# شهرستان مالگوبکسکی
شهرستان مالگوبکسکی (به لاتین: Malgobeksky District) یک شهرستان در روسیه است که در اینگوش واقع شده‌است.